# Shuto Suzuki
Shuto Suzuki (鈴木 修人 Suzuki Shuto?, nacido el 31 de agosto de 1985 en Chiba) es un exfutbolista japonés. Jugaba de centrocampista y su último club fue el Giravanz Kitakyushu de Japón.

## Trayectoria

### Clubes
| Club                | País  | Año         |
| ------------------- | ----- | ----------- |
| Kashima Antlers     | Japón | 2008 - 2010 |
| Shonan Bellmare     | Japón | 2009        |
| Tochigi SC          | Japón | 2011 - 2012 |
| Giravanz Kitakyushu | Japón | 2013 - 2014 |

## Estadística de carrera

### J. League
| Club                | Año   | J. League | J. League | Copa J. League | Copa J. League | Total | Total |
| Club                | Año   | Part.     | Goles     | Part.          | Goles          | Part. | Goles |
| ------------------- | ----- | --------- | --------- | -------------- | -------------- | ----- | ----- |
| Kashima Antlers     | 2008  | 0         | 0         | 0              | 0              | 0     | 0     |
| Kashima Antlers     | 2009  | 0         | 0         | 0              | 0              | 0     | 0     |
| Shonan Bellmare     | 2009  | 6         | 0         | -              | -              | 6     | 0     |
| Kashima Antlers     | 2010  | 0         | 0         | 0              | 0              | 0     | 0     |
| Tochigi SC          | 2011  | 15        | 0         | -              | -              | 15    | 0     |
| Tochigi SC          | 2012  | 4         | 0         | -              | -              | 4     | 0     |
| Giravanz Kitakyushu | 2013  | 22        | 1         | -              | -              | 22    | 1     |
| Giravanz Kitakyushu | 2014  | 15        | 0         | -              | -              | 15    | 0     |
| Total               | Total | 62        | 1         | 0              | 0              | 62    | 1     |

## Palmarés

### Títulos nacionales
| Título             | Club            | País  | Año  |
| ------------------ | --------------- | ----- | ---- |
| J1 League          | Kashima Antlers | Japón | 2008 |
| Copa del Emperador | Kashima Antlers | Japón | 2010 |